# Guy Goossens
Guy Goossens est un réalisateur belge d'expression flamande. 

## Carrière
Guy Goossens réalise entre autres Dennis (nl), plusieurs épisodes de De Wet volgens Milo, Matrioshki : Le Trafic de la honte et Connie & Clyde, des séries diffusées sur la chaîne de télévision flamande VTM. Il a scénarisé et réalisé Matrioshki : Le Trafic de la honte avec Marc Punt. Pour la VRT, il réalise la deuxième saison de De bende van Wim. 
Il réalise la vidéo du premier single d'Amaryllis Uitterlinden, où joue aussi Jan Decleir. 
Pour le cinéma, il réalise les longs métrages Limo en 2009 avec les membres du groupe Kus (nl), Jack Wouterse et Jan Decleir puis, en 2010, Frits et Freddy, qui, avec quelque 480 020 spectateurs en salle, est le quatorzième film belge le plus vu de tous les temps (en 2014).